# Liste der Einträge im National Register of Historic Places im Asotin County
Diese Liste der Einträge im National Register of Historic Places im Asotin County enthält alle im Asotin County, Washington in das National Register of Historic Places eingetragenen Gebäude, Bauwerke, Objekte, Stätten oder historischen Distrikte.
Diese Liste entspricht dem Bearbeitungsstand des National Park Service/National Register of Historic Places vom 16. August 2024.

## Legende
| NRHP | Historic Place             |
| HD   | National Historic District |

## Aktuelle Einträge
| [ 2 ] | Name                               | Bild                              | Eintragsdatum                 | Lage | Ort        | Beschreibung |
| ----- | ---------------------------------- | --------------------------------- | ----------------------------- | --- | ---------- | ------------ |
| 1     | Clarkston Public Library           | weitere Bilder                    | 3. Aug. 1982 ID-Nr. 82004193  | 1001 6th Street 46° 24′ 38,4″ N, 117° 2′ 42,8″ W                                                         | Clarkston  |              |
| 2     | Cloverland Garage                  | Cloverland Garage                 | 2. Mai 1986 ID-Nr. 86000895   | entlang der Cloverland Road, kurz hinter der Kreuzung mit der Roupe Road 46° 15′ 7,3″ N, 117° 15′ 3,3″ W | Cloverland |              |
| 3     | Full Gospel Church                 | weitere Bilder                    | 19. Jan. 1972 ID-Nr. 72001266 | 305 1st Street 46° 20′ 27,9″ N, 117° 3′ 4,8″ W                                                           | Asotin     |              |
| 4     | Grande Ronde River Bridge          | Grande Ronde River Bridge         | 28. März 1995 ID-Nr. 95000262 | an der Washington State Route 129, südwestlich von der Stadt Asotin 46° 2′ 29,7″ N, 117° 15′ 9″ W        | Asotin     |              |
| 5     | Indian Timothy Memorial Bridge     | weitere Bilder                    | 16. Juli 1982 ID-Nr. 82004194 | erstreckt sich über den Alpowa Creek, westlich von Clarkston 46° 24′ 42,9″ N, 117° 12′ 47,9″ W           | Clarkston  |              |
| 6     | Snake River Archeological District | weitere Bilder                    | 13. Mai 1976 ID-Nr. 76001868  | Adresse nicht veröffentlicht                                                                             | Asotin     |              |
| 7     | U.S. Post Office – Clarkston Main  | U.S. Post Office – Clarkston Main | 30. Mai 1991 ID-Nr. 91000642  | 949 6th Street 46° 24′ 40″ N, 117° 2′ 43,1″ W                                                            | Clarkston  |              |
| 8     | C. C. Van Arsdol House             | weitere Bilder                    | 6. Mai 1975 ID-Nr. 75001839   | 1011 15th Street 46° 24′ 37,6″ N, 117° 4′ 7″ W                                                           | Clarkston  |              |